# Sedum nussbaumerianum
Sedum nussbaumerianum är en fetbladsväxtart som beskrevs av Friedrich August Georg Bitter. Sedum nussbaumerianum ingår i Fetknoppssläktet som ingår i familjen fetbladsväxter. Inga underarter finns listade i Catalogue of Life.

## Bildgalleri

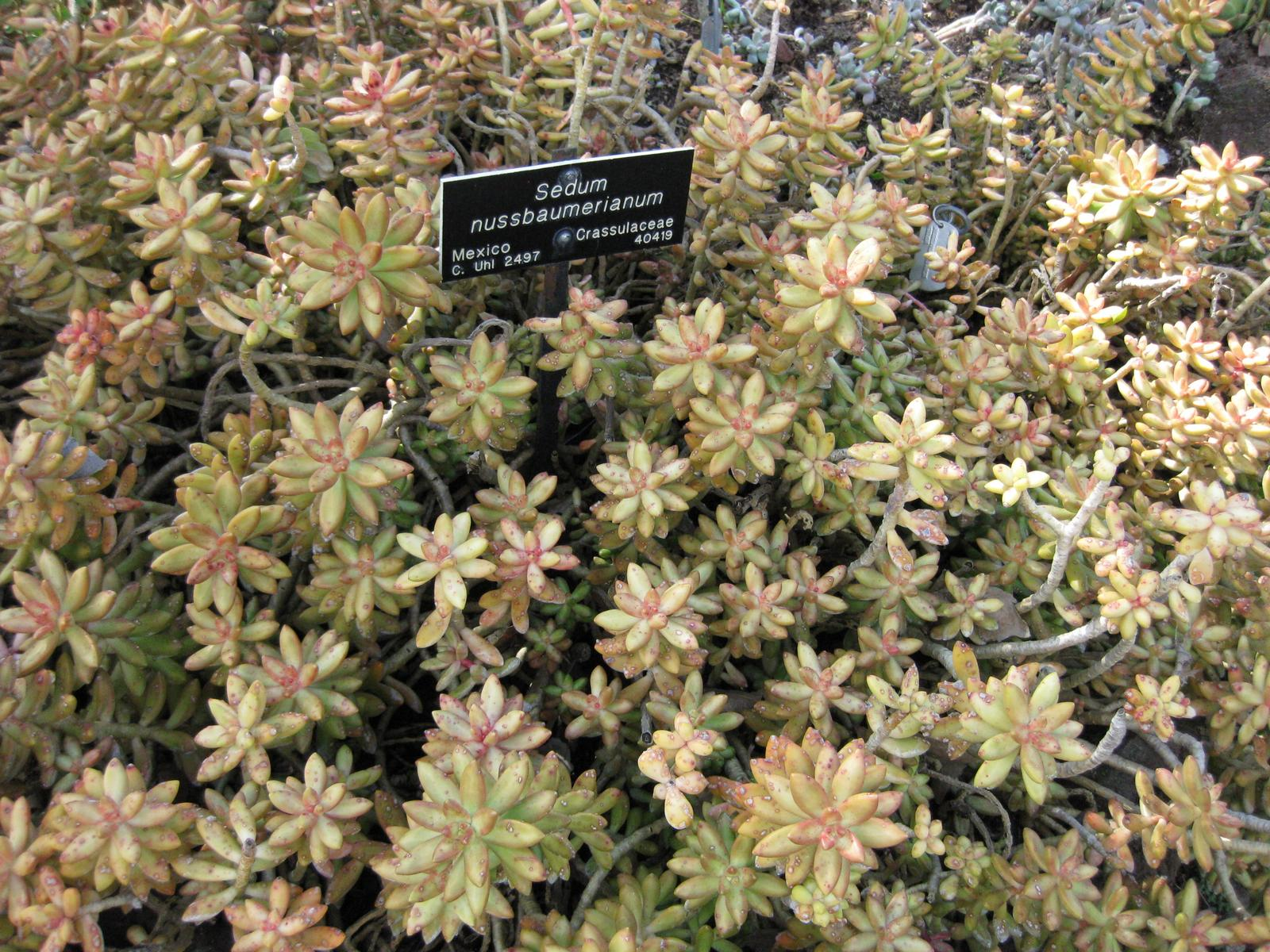
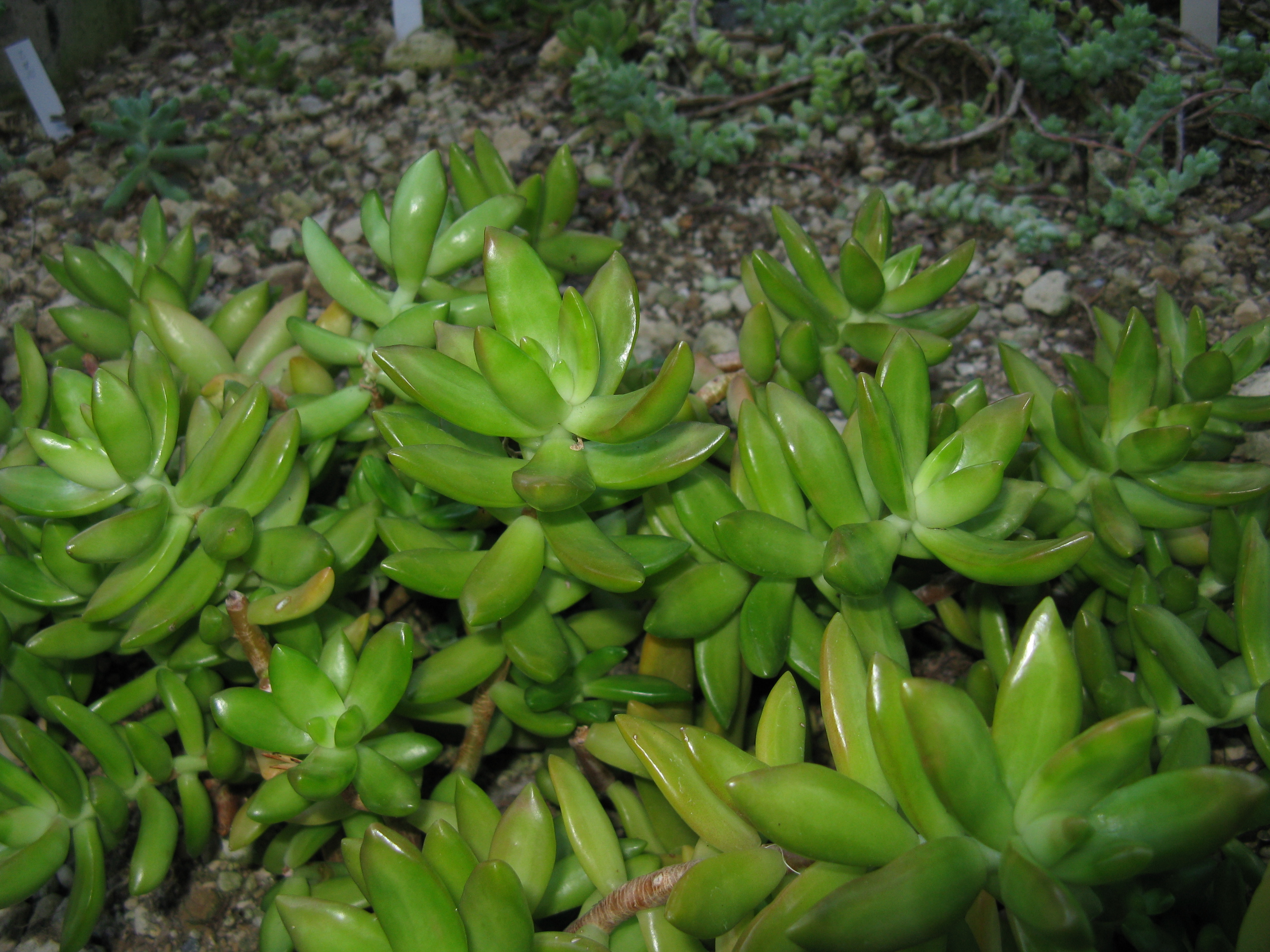
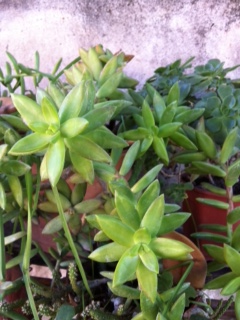
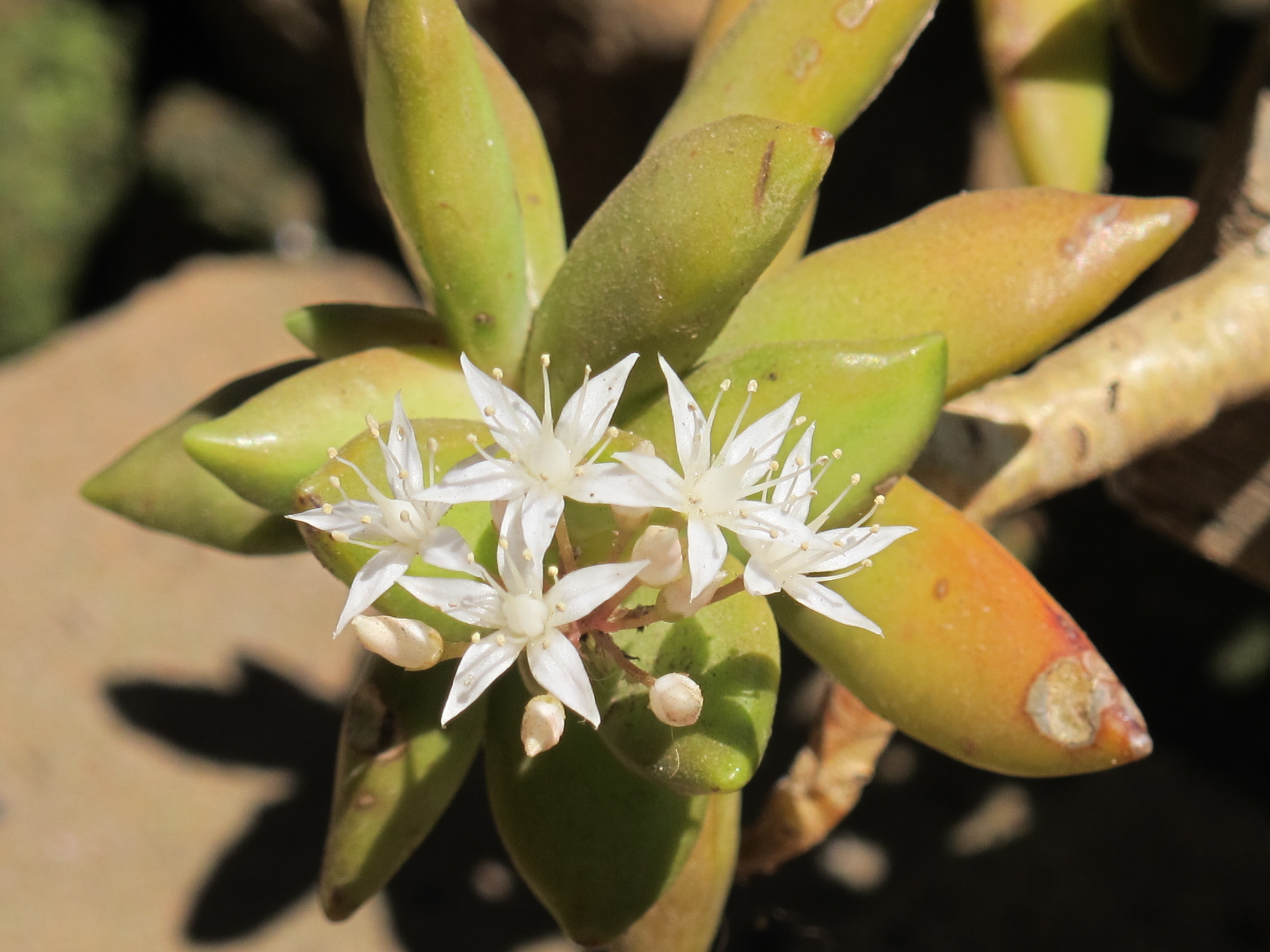
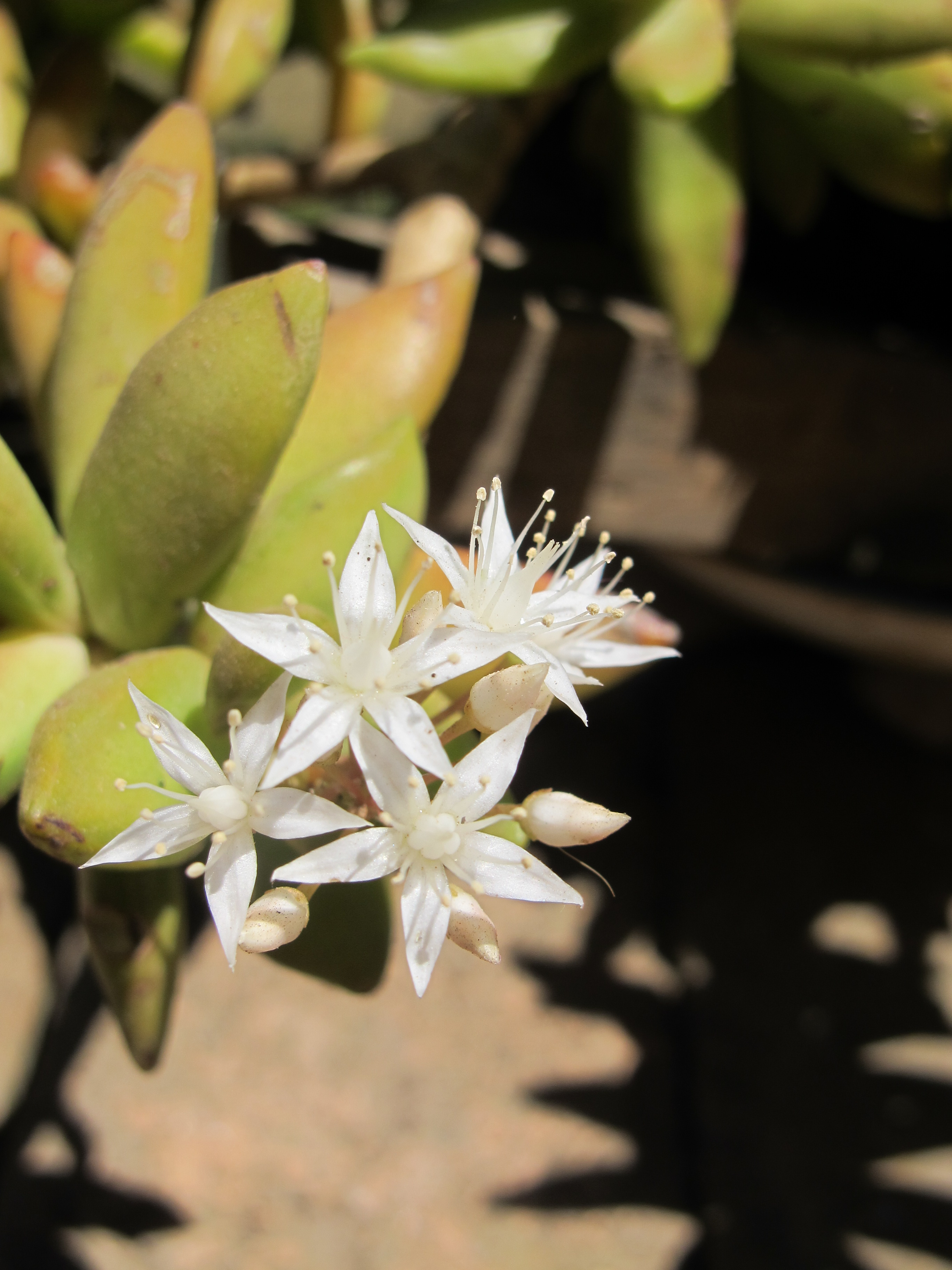
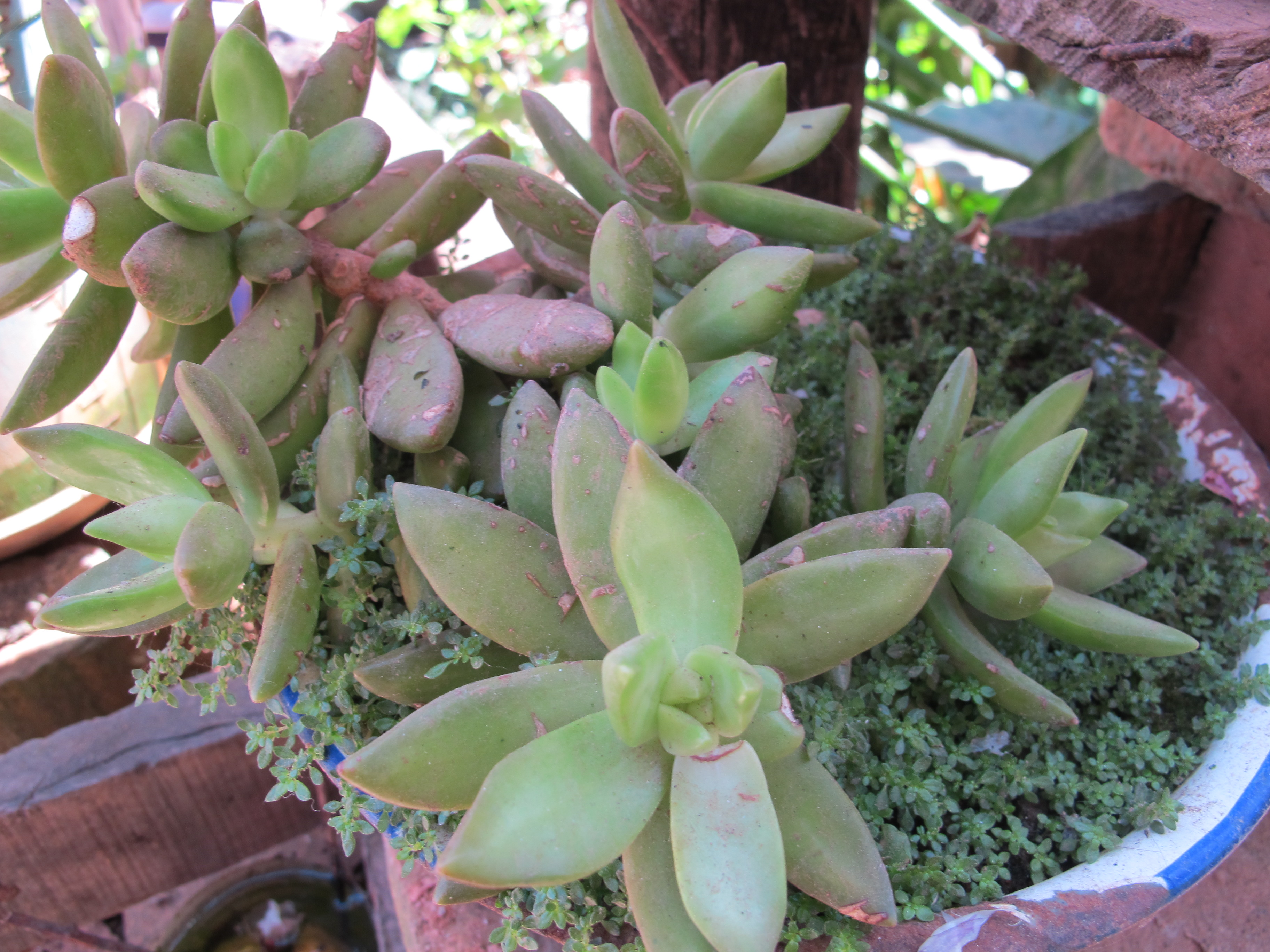